# Matamata (Nouvelle-Zélande)
Pour les articles homonymes, voir Matamata (homonymie).
Matamata est une ville rurale de la région néo-zélandaise de Waikato. Elle compte environ 12 000 habitants (6 000 en zone rurale et 6 000 en zone urbaine). Elle est située au pied des monts Kaimai (en) et est connue pour ses chevaux pur-sang. Elle fait partie du conseil du district de Matamata-Piako (en), comprenant les zones rurales aux alentours ainsi que la localité de Morrinsville et  Te Aroha .
La route route nationale 27 (en)  et la ligne ferroviaire branche de Kinleith du chemin de fer (en) passent par Matamata.

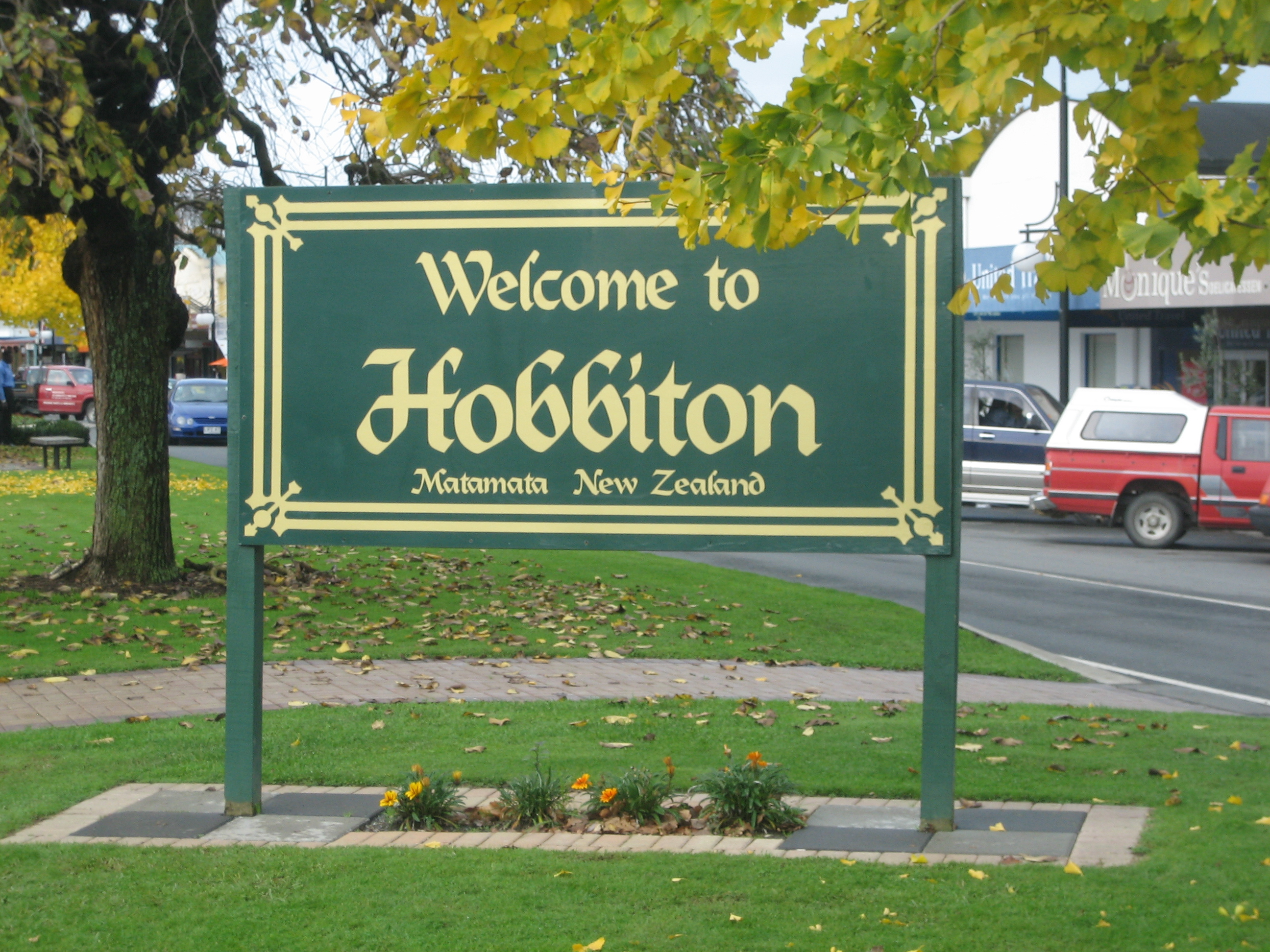
Panneau « Bienvenue à Hobbitebourg ».

Une ferme près de la ville a été utilisée en tant que lieu de tournage pour les trilogies du Seigneur des Anneaux et du Hobbit par Peter Jackson ; plus précisément, pour les scènes ayant lieu à Hobbitebourg.
Matamata abrite les bureaux de plusieurs chaînes de télévision, chose rare pour une ville de sa taille.

## Source
- (en) Cet article est partiellement ou en totalité issu de l’article de Wikipédia en anglais intitulé « Matamata » (voir la liste des auteurs).